# Alemannia Wilster
Alemannia Wilster (offiziell: Sportverein Alemannia Wilster von 1904 e.V.) ist ein Sportverein aus Wilster im Kreis Steinburg. Die erste Fußballmannschaft der Männer erreichte einmal die Endrunde um die Norddeutsche Meisterschaft.

## Geschichte
Der Verein wurde am 12. Februar 1904 als FC Alemannia Wilster gegründet und zählt damit zu den ältesten Fußballvereinen Schleswig-Holsteins. Die als „Schwarze Teufel“ bekannte Mannschaft war nach einzelnen Angaben 1906/07 Mitglied im Schleswig-Holsteinischer Fußball-Verband 1906 (siehe dort) und qualifizierte sich im Jahre 1908 für die Endrunde um die Norddeutsche Meisterschaft. Dort hätte man im Viertelfinale beim SC Victoria Hamburg antreten müssen. Da der Alemannia die Anreisekosten zu hoch waren verzichtete der Verein auf die Austragung, so dass die Hamburger kampflos weiter kamen. In den 1920er Jahren verpasste die Mannschaft mehrfach den Aufstieg in die höchste Spielklasse.
Nach dem Zweiten Weltkrieg gehörte die Alemannia ab 1953 der Bezirksklasse West an. Vier Jahre später wurde die Mannschaft mit 142 erzielten Saisontoren Meister, scheiterte aber in der Aufstiegsrunde am Sprung in die Landesliga Schleswig-Holstein. 1968 stieg die Alemannia in die Kreisliga ab und kehrte erst 1971 wieder. Die Wilsteraner wurden daraufhin zur Fahrstuhlmannschaft. Im Jahre 1974 gelang der Aufstieg in die Verbandsliga Süd, die nur ein Jahr gehalten werden konnte. 1982 ging es erstmals für ein Jahr in die Bezirksklasse West, ehe 1987 der Aufstieg in die Landesliga Süd die erfolgreichste Epoche anbrach.
Im Jahre 1989 wurde die Alemannia Vizemeister hinter dem SV Sereetz, scheiterte aber in der Aufstiegsrelegation am Rendsburger TSV. Nach dem Abstieg im Jahre 1993 gelang die sofortige Rückkehr, ehe die Alemannia nach der Auflösung der Landesliga im Jahre 1999 in die Bezirksliga West runter musste. Dort wurde die Mannschaft Meister und stieg in die Bezirksoberliga West auf. Nachdem im Jahre 2008 die Bezirksoberligen aufgelöst worden waren, trat die Alemannia in der Verbandsliga Süd-West an, aus der sie im Jahre 2013 abstieg, aber ein Jahr später den direkten Wiederaufstieg schafften.